# 春山學院
春山學院（Spring Hill College）是位於美國阿拉巴馬州莫比尔的一所私立耶穌會文理學院，由莫比爾主教邁克爾·波提爾（Michael Portier）創立于1830年。它是美國南方第一所天主教學院，也是全美第五古老的天主教學院，在現在的耶稣会学院和大学联合会成員中排在第三位。2017年《美國新聞與世界報道》未將其列入國内排名。